# Brachystichia
Brachystichia là một chi bướm đêm thuộc họ Geometridae.